# Otto Weyermann
Karl Josef Otto Weyermann (* 14. November 1908 in Lehe; † 16. April 2003 in Bremerhaven) war ein deutscher Autor, Schiffssteward, Seemannsausrüster im In- und Ausland, Kaufmann und Gastwirt in Bremerhaven.

## Leben
Otto Weyermann, der zweite Nachkomme des Kontorboten und Fensterreinigers  Peter Josef Weyermann (* 23. Mai 1879 in Krefeld) und seiner Ehefrau Engel Karoline Lucie Dorothea Auguste, geb. von der Heide (* 8. Juni 1881 in Lehe), wurde am 14. November 1908 in Lehe geboren. Er hatte noch einen älteren Bruder und zwei jüngere Schwestern. Am 4. Februar 1909 wurde Otto evangelisch getauft und am 25. März 1923 in der Leher Pauluskirche konfirmiert. Aus seiner Ehe mit Alma Johanne, geb. Janßen (* 3. Juli 1909 in Lehe; † 14. März 1983 auf See), die am 4. April 1931 geschlossen wurde, stammten ein Sohn und drei Töchter.
Ottos beruflicher Werdegang, der sich als äußerst wechselhaft darstellte, startete wenige Jahre nach dem Ersten Weltkrieg. In einem Cuxhavener Hotel begann er eine Ausbildung als Kellner, die er jedoch wegen körperlicher Probleme frühzeitig abbrechen musste. Danach trat er übergangsweise eine Stelle als Laufbursche bei der Tecklenborg Werft an. Wenig später vermittelte Ottos Vater ihm eine Arbeitsstelle als Offizierssteward beim Norddeutschen Lloyd, die er im November 1924 auf dem Dampfer Crefeld antrat. Während dieser Tätigkeit arbeitete er auch auf den Schiffen Dresden und  Europa. Auf der Europa war er in der Ersten Klasse als Salonsteward beschäftigt, wobei er einige Prominenzen, wie u. a. den Reichspräsidenten von Hindenburg und den König Alfons von Spanien persönlich kennenlernte.
Während der Zeit des Nationalsozialismus orientierte Otto sich beruflich um und wurde in Geestenseth Teilhaber einer Hühnerfarm. Als dies letztendlich scheiterte, betrieb er dort mit seiner Frau zunächst eine Wäscherei und später in Bexhövede. Hier arbeitete er zusätzlich sonntags als Kellner in einer Gastwirtschaft in Wehdel. 1935 stellten sie das Überlandgeschäft ein, zogen nach Wulsdorf und betrieben dort die Wäscherei weiter, wobei reichlich Arbeit aus dem Fischereihafen hinzukam. Ein Jahr später bezog die Familie eine Wohnung (mit Laden) in der Geestemünder Max-Dietrich-Straße und beschäftigten in der Wäscherei bereits vier Aushilfen.
Nach dem Zweiten Weltkrieg eröffnete er in der Geestemünder Claussenstraße 23 ein Souvenirgeschäft/Wäscherei mit dem Namen Otto’s Store. Von hier aus betrieb er auch einen Großhandel für Seemannsausrüstungen im In- und Ausland. Hierfür eröffnete er in der Stadt Long Beach im Los Angeles County (US-Bundesstaat Kalifornien) eine Außenstelle für seine Importwaren. Später gab er das Geschäft in den USA auf und wandelte in Bremerhaven Otto’s Store in eine Gaststätte mit dem Namen Zum Stelldichein um. Hier wurde Bremerhavens erste Musikbox aufgestellt. In seiner weiteren beruflichen Karriere eröffnete er in Bremerhaven ein Jeansgeschäft Ecke Löningstraße/Prager Straße.
Privat war Otto in einem Bremerhavener Shanty-Chor als Sänger tätig.
Weyermann verstarb am 16. April 2003 in Bremerhaven und wurde anschließend auf dem Geestemünder Friedhof beigesetzt. Seine Ehefrau verstarb zuvor am 14. März 1983 auf einer gemeinsamen Kreuzfahrt auf der Odessa nordöstlich der Kanarischen Inseln.

## Werke

### Schriftstück
- Hein Mück aus Bremerhaven. Eigenverlag, Bremerhaven 1978, OCLC 836738193 (126 S., eingeschränkte Vorschau in der Google-Buchsuche [abgerufen am 25. Juli 2021]).

### Liedtext
- Hein Mücks Grabgesang (nach der Melodie John Brown’s Body, Text von O. Weyermann)[5]

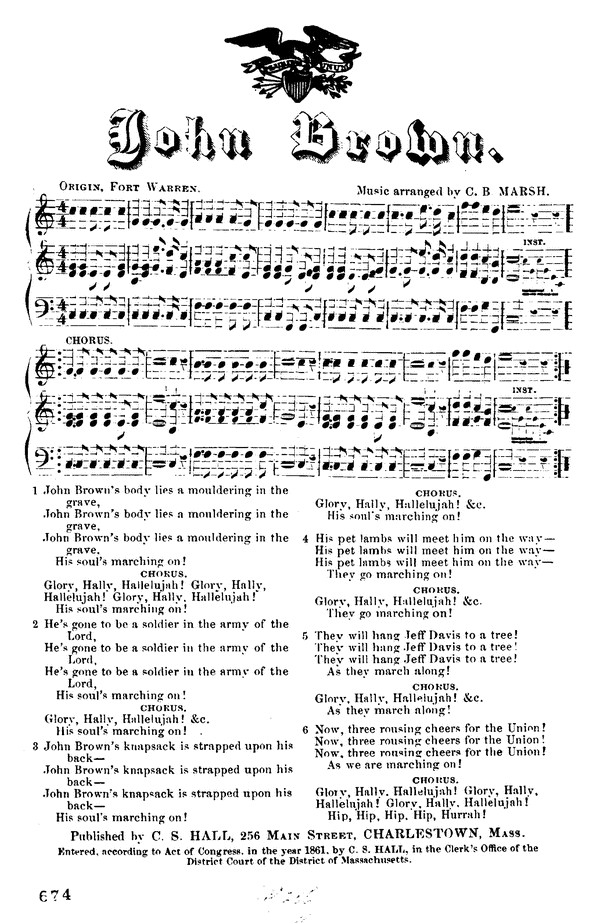
Noten und Text von John Brown’s Body in der zweiten bekannten Veröffentlichung aus dem Jahr 1861

| „Hein Mücks Körper liegt vermodernd in dem Grab, Hein Mücks Körper liegt vermodernd in dem Grab, er ist tot, ganz mausetot. Refrain: Glory, glory, halleluja, glory, glory, halleluja, er ist tot, ganz mausetot. Als er noch ein Seemann war, da hat er viel gesehn. Als er noch ein Seemann war, da hat er viel gesehen. Viele schöne Mädchen waren immer um ihn zu, jetzt hat er seine Ruh. Refrain: Glory, glory, halleluja, glory, glory, halleluja, jetzt hat er seine Ruh. | Als Casanova war er überall bekannt. Als Casanova war er überall bekannt. All die kleinen Mädchen, die verliebten sich in ihn, nun ist alles, alles hin. Refrain: Glory, glory, halleluja, glory, glory, halleluja, nun ist alles, alles hin. Selbst beim alten Petrus hat er einen guten Job, selbst beim alten Petrus hat er einen guten Job. All die schönen Engelein, die lieben ihn so sehr, ja, was will er denn noch mehr. Refrain: Glory, glory, halleluja, glory, glory, halleluja, ja, was will er denn noch mehr.“ |